# Leopold Museum

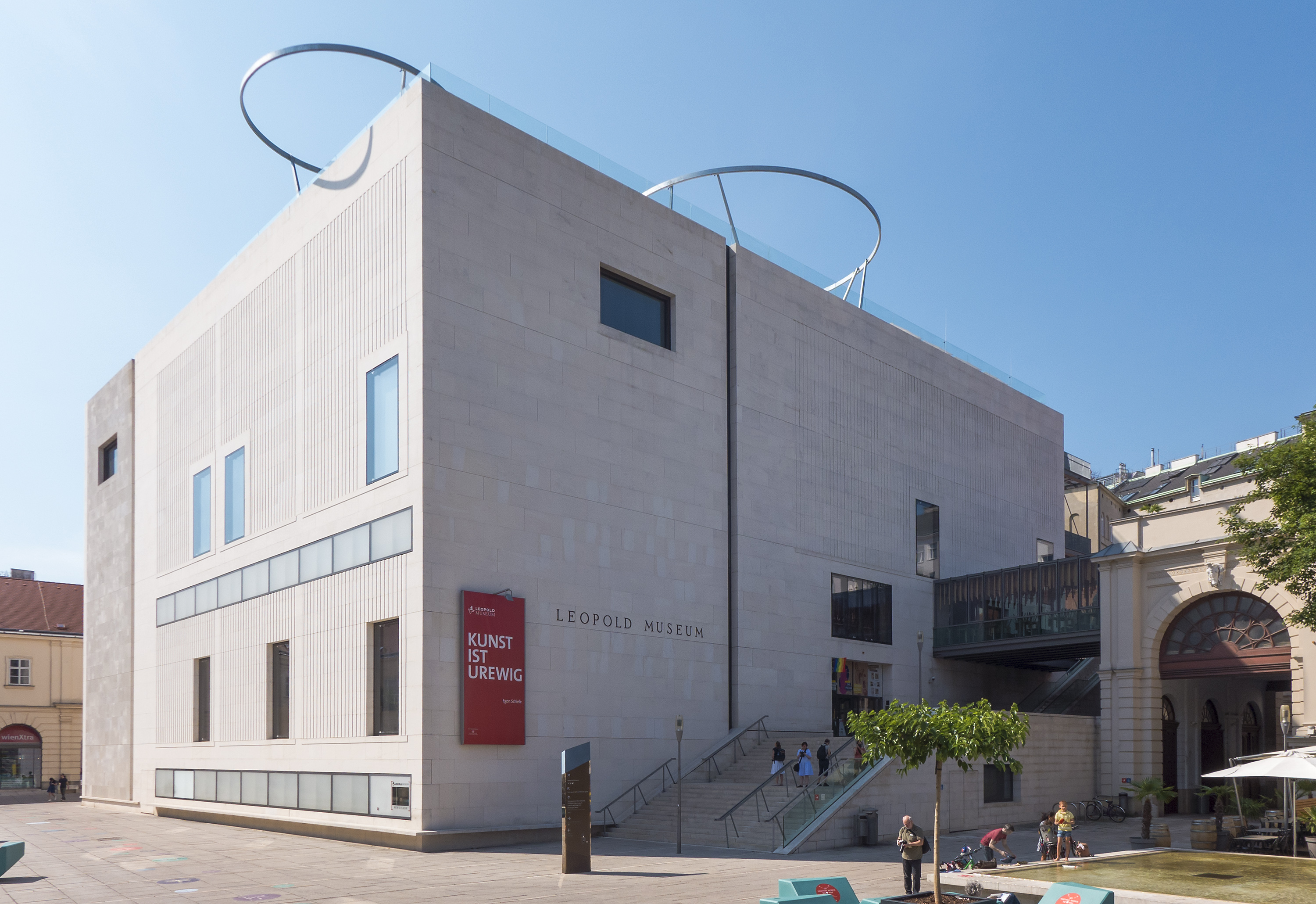
Leopold Museum

Het Leopold Museum is een museum in de Oostenrijkse hoofdstad Wenen. Het museum maakt deel uit van het MuseumsQuartier, dicht bij het centrum van de stad.

## Het museum
Het museum is ontstaan uit de particuliere verzameling van Rudolf en Elisabeth Leopold.

Met de ontwikkeling van het Weense MuseumsQuartier, kwam in 2001 het nieuwe Leopold Museum, naar een ontwerp van het architectenbureau Ortner & Ortner. Het rechthoekige, blokvormige gebouw meet 40 x 46 x 24 meter en is geheel met witte Muschelkalk bekleed. Men bereikt de ingang via een 10 meter brede vrije trapopgang.

## De collectie

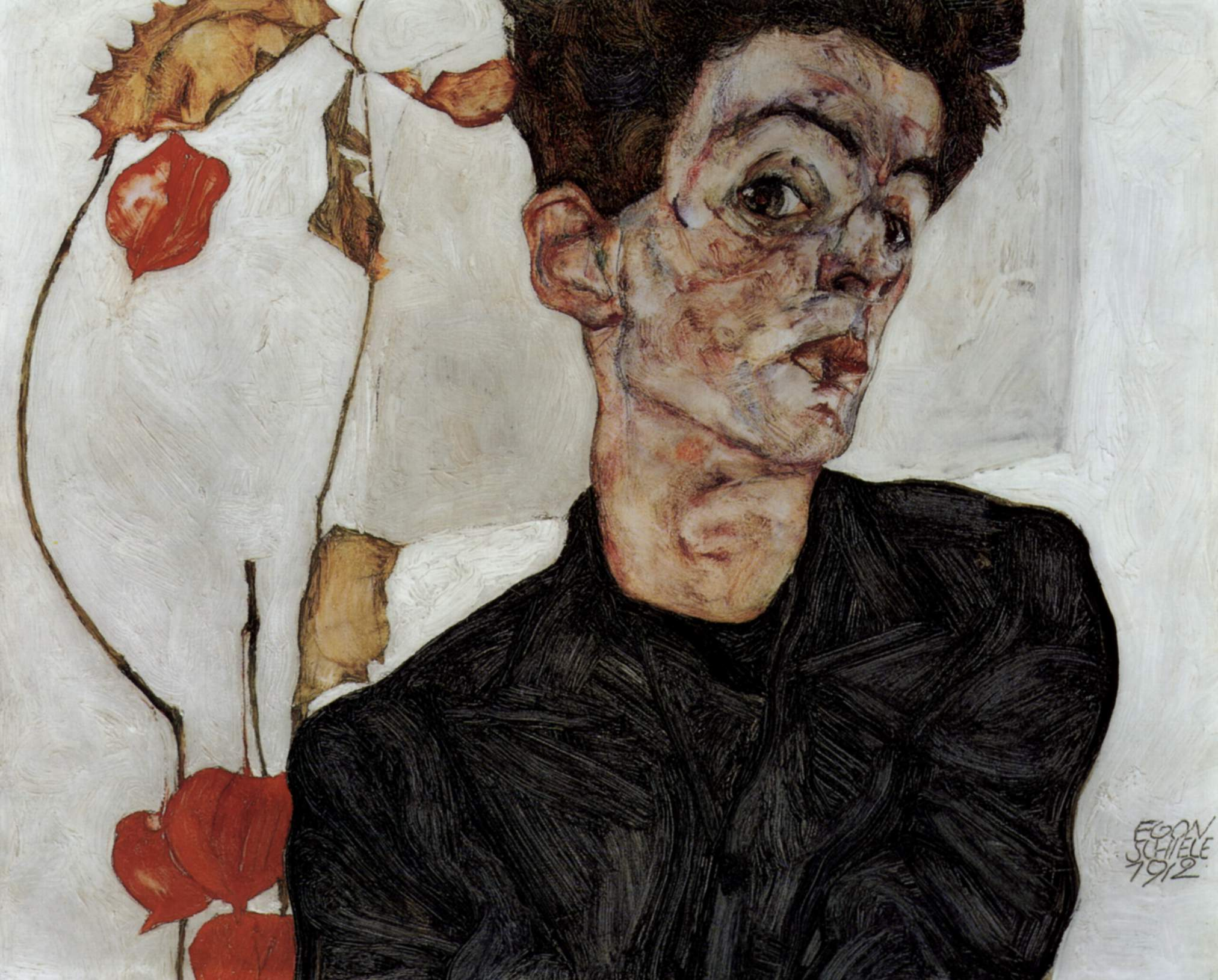
Egon Schiele: Selbstporträt mit Lampionfrüchten

Het Leopold Museum bezit een 250 tal werken van Egon Schiele en omvat daarmee de grootste Egon Schiele-collectie ter wereld. Met de in totaal 5400 stukken biedt de collectie een uniek overzicht van het werk van de belangrijkste vertegenwoordiger van het Oostenrijkse Expressionisme.
Bovendien beschikt het museum over een verzameling werken van Gustav Klimt, een andere kunstenaar die een voortrekkersrol vervulde in de Oostenrijkse moderne schilderkunst.
Andere belangrijke kunstenaars, die met werken in de collectie zijn vertegenwoordigd: Oskar Kokoschka, Albin Egger-Lienz, Anton Kolig, Alfred Kubin, Koloman Moser, Herbert Boeckl, Anton Faistauer, Ferdinand Georg Waldmüller, Anton Romako, Josef Hoffmann, Robert Hammerstiel en Richard Gerstl.
Het Leopold Museum toont voorts schilderijen, grafiek en kunstvoorwerpen uit de negentiende en twintigste eeuw, waaronder kostbaar, origineel meubilair uit de jugendstil-periode en van de Wiener Werkstätte.

## Roofkunst
Medio 2010 kwam er een schikking in een geschil rond het eigendomsrecht van het schilderij Portret van Wally door Egon Schiele. Het werk dat deel uitmaakte van de kunstverzameling van het Leopold Museum werd in 1997 in New York in beslag genomen bij een bruikleen op een tentoonstelling. De toenmalige eigenares werd in 1939 gedwongen het werk af te staan aan de nazi-gezinde Oostenrijkse kunsthandelaar Friedrich Welz. Via omwegen kocht Rudolf Leopold het werk en bracht het onder in zijn collectie zonder de herkomst na te gaan. Naar eigen zeggen was hij zich er niet van bewust dat het om roofkunst ging. Het werk is een portret van Valerie Neuzil, het model en geliefde van de kunstenaar.

De schikking houdt in dat de Leopold Stichting 14,7 miljoen dollar betaalt aan de erven van de vorige eigenaar, kunsthandelaar Lea Bondi Jaray. Het is de bedoeling het werk, dat als een diptiek bedacht werd, naast een zelfportret uit 1911 van Egon Schiele te hangen. De Stichting verplicht er zich toe om de voorgeschiedenis van het werk op zaal kenbaar te maken.